# Gösta von Uexküll
Gösta von Uexküll (eigentlich: Gustav-Adolf Herbert Baron von Uexküll; * 3. November 1909 in Heidelberg; † 1. April 1993 in Hamburg) war ein deutscher Journalist, Publizist, Schriftsteller und Aktivist der Friedens- und Anti-Atomtod-Bewegung.

## Herkunft und Leben
Gösta von Uexküll entstammt dem baltischen Uradelsgeschlecht von Uexküll. Er wurde als jüngstes von drei Kindern des Biologen und Philosophen Jakob Johann von Uexküll (1864–1944) und dessen Frau Gudrun, geb. Gräfin von Schwerin (1878–1969), in Heidelberg geboren. Sein Bruder war der in Freiburg im Breisgau tätige Mediziner Thure von Uexküll (1908–2004), seine Schwester Sophie Luise Damayanti, verheiratete Brunow (1904–1992), war Sprachlehrerin und Diätassistentin in Kotka (Finnland).
Gösta von Uexküll wuchs in Heidelberg und Biarritz, später in Londorf bei Gießen, Anklam und Hamburg auf und absolvierte im Jahr 1929 am Wilhelm-Gymnasium Hamburg das Abitur. Anschließend studierte er Rechtswissenschaft an der Universität Hamburg und der Eberhard Karls Universität Tübingen. Seit 1933 war von Uexküll Referendar und Gasthörer an der London School of Economics and Political Science (LSE) und begann eine Attachéausbildung für den Auswärtigen Dienst. Da er einigen als jüdisch verfolgten Menschen zur Flucht aus Deutschland verholfen hatte, geriet er selbst ins Fahndungsnetz der Gestapo und wurde im Juni 1934 von der Attachéprüfung ausgeschlossen. Ab November 1934 war er zunächst Volontär, dann Redakteur und zuletzt Geschäftsführer der US-amerikanischen Presseagentur United Press (UP) in Berlin. Im November 1939 wurde er zum UP-Büro nach Stockholm versetzt und arbeitete ab Dezember 1939 als Kriegskorrespondent in Finnland. Im Dezember 1942 erhielt von Uexküll die Anerkennung als politischer Flüchtling und arbeitete bis 1946 für UP in Stockholm. Hier hielt er engen Kontakt zum Schriftsteller und Verleger Max Tau und verfasste Berichte über NS-Verbrechen im Baltikum und die Zerstörung des Warschauer Ghettos.
Ab März 1946 war von Uexküll UP-Korrespondent in Deutschland und am Wiederaufbau der deutschen UP-Zweigstellen beteiligt. Im April 1954 folgte die Rückkehr nach Hamburg, wo von Uexküll als Redakteur bei den Zeitungen Die Welt und Die Zeit sowie beim Norddeutschen Rundfunk (NDR) arbeitete. Danach lebte er als freier Publizist in Hamburg und schrieb unter anderem für schweizerische und österreichische Tageszeitungen. 1966 gab er die deutschsprachige Ausgabe der Erinnerungen des finnischen Staatspräsidenten Juho Kusti Paasikivi heraus. Er spielte eine maßgebliche Rolle in der Anti-Atomtod- und der Friedensbewegung der 1960er und 1970er Jahre. Im Jahr 1980 gehörte er zu den Erstunterzeichnern des Krefelder Appells.
Im Jahr 1961 begleitete er für den Bayerischen Rundfunk (BR) den Eichmann-Prozess als deutscher Kommentator.
Im Mai 1943 heiratete Gösta von Uexküll in Stockholm Ewa Lewerentz (1915–2007), die für den schwedischen Nachrichtendienst arbeitete und dort vor allem mit der Spionageabwehr beschäftigt war. Das Paar hatte zwei Kinder (Jakob und Beata). Sein Sohn Jakob von Uexküll ist der Stifter des „Alternativen Nobelpreises“ (Right Livelihood Award) und der Initiator des World Future Council (Weltzukunftsrat). Sein Enkel Ole von Uexküll ist  Direktor der Stockholmer Right Livelihood Award Stiftung.

## Schriften

### Als Herausgeber
- Juho Kusti Paasikivi: Meine Moskauer Mission 1939–41. Holsten-Verlag, Hamburg 1966.
- Juho Kusti Paasikivi: Am Rande einer Supermacht. Behauptung durch Diplomatie. Holsten-Verlag, Hamburg 1966.

### Monografien
- Prozess gegen Deutschland. War Hitler im Recht? Edition Bergh, Düsseldorf 1974, ISBN 3-430-19220-X (Schwed. Orig., Stockholm 1944 u.d.T.: Process mot Tyskland).
- Ferdinand Lassalle in Selbstzeugnissen und Bilddokumenten (= Rowohlts Monographien, Bd. 212). Rowohlt Verlag, Reinbek 1974, ISBN 3-499-50212-7.
- Konrad Adenauer in Selbstzeugnissen und Bilddokumenten (=Rowohlts Monographien, Bd. 234). Rowohlt Verlag, Reinbek 1976, ISBN 3-499-50234-8.